# 邦凯-莫莱尔
邦凯-莫莱尔（法語：Benqué-Molère，法語發音：[bɛ̃ke mɔlɛʁ]）是法国上比利牛斯省的一个市镇，位于该省东北部，属于塔布区。

## 历史
本凯莫莱尔成立于2017年1月1日，由相邻的邦凯（Benqué）和莫莱尔（Molère）两个市镇合并而成，其中邦凯为政府驻地。

## 地理
邦凯-莫莱尔（43°5'44"N, 0°17'1"E）面积3.79 平方千米，位于法国奧克西塔尼大區上比利牛斯省，该省份为法国西南部内陆省份，北至热尔省，西接大西洋比利牛斯省，南与西班牙接壤，东临上加龙省。
与邦凯-莫莱尔接壤的市镇（或旧市镇、城区）包括：博讷马宗、比戈尔堡、卡普韦恩、莫沃赞、萨尔拉布、蒂尤斯。
邦凯-莫莱尔的时区为UTC+01:00、UTC+02:00（夏令时）。

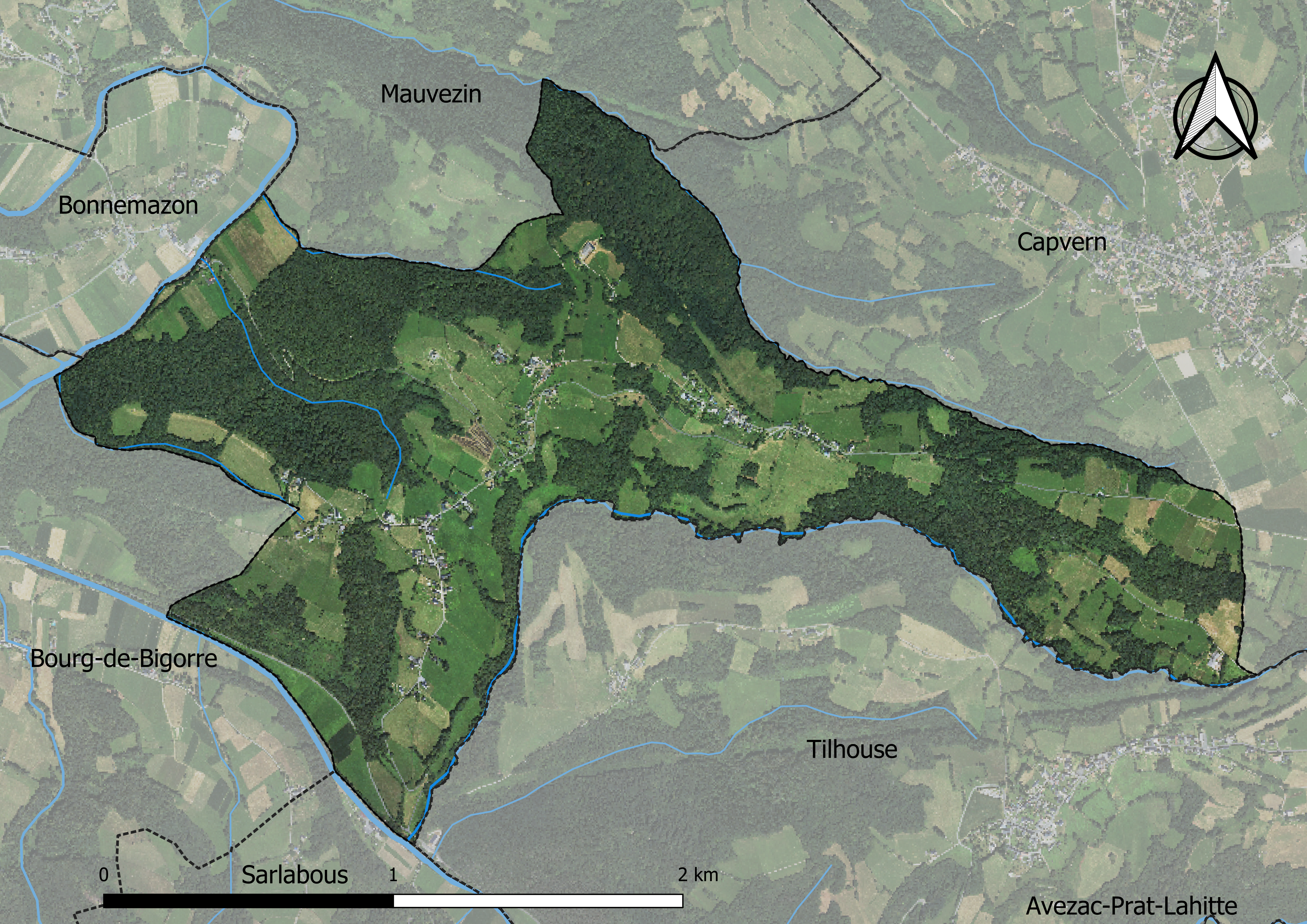
邦凯-莫莱尔的卫星地图

## 行政
邦凯-莫莱尔的邮政编码为65130，INSEE市镇编码为65081。

## 政治
邦凯-莫莱尔所属的省级选区为阿罗斯河与巴伊斯河谷县。

## 人口
邦凯-莫莱尔于2022年1月1日时的人口数量为137人。